# 毫米波天文学研究用组合阵列
毫米波天文学研究用组合阵列（英語：Combined Array for Research in Millimeter-wave Astronomy，CARMA）是一个包含23台射电望远镜的天文观测系统。这些望远镜形成了一个天文干涉仪，所有信号都在一台专用计算机（相关器）中处理，以产生高分辨率的天文图像。这些望远镜于2015年4月停止运行，并被重新安置到欧文斯谷射电天文台进行储存。 
智利的阿塔卡馬大型毫米波/亞毫米波陣列已超过CARMA成为世界上最强大的毫米波干涉仪。 